# James Dasaolu
James Dasaolu (* 5. September 1987 in London Borough of Croydon) ist ein britischer Sprinter. Er wurde 2014 Europameister im 100-Meter-Lauf und 2016 mit der 4-mal-100-Meter-Staffel.

## Leben
Dasaolu begann seine Karriere als Leichtathlet verhältnismäßig spät und nahm erstmals 2006 an Wettkämpfen teil.
2008 siegte er bei den britischen Juniorenmeisterschaften über 100 Meter und erreichte das Halbfinale der britischen Qualifikations-Wettkämpfe zu den Olympischen Spielen.
Im Jahr 2009 steigerte er sich erneut und lief in Genf eine persönliche Bestzeit von 10,09 s, die er in den darauffolgenden Jahren nicht mehr erreichen konnte, wurde aber dennoch nicht für das britische Staffelteam bei den Weltmeisterschaften in Berlin nominiert.
2010 qualifizierte er sich für die Europameisterschaften in Barcelona, schied dort aber bereits im Halbfinale aus. Auch bei den Olympischen Spielen 2012 in London schaffte er es bis ins Halbfinale, wo 10,18 s aber nicht reichten, um ins Finale zu kommen.
Im Jahr 2013 gewann er bei den Halleneuropameisterschaften in Göteborg seine erste internationale Medaille und erreichte in persönlicher Bestzeit von 6,48 s über 60 Meter zeitgleich mit dem Sieger Jimmy Vicaut den zweiten Platz. Nachdem er im Laufe des Jahres seine Bestleistung von anfangs 10,13 s auf 10,08 s, 10,05 s und 10,03 s gesteigert hatte, sorgte er am 13. Juli bei den britischen Meisterschaften in Birmingham für eine Sensation: Im Halbfinale lief er mit 9,91 s die zweitschnellste von einem Briten gelaufene Zeit, hinter Linford Christie, der 1993 9,87 s gelaufen war. Bei den Weltmeisterschaften in Moskau erreichte er das Finale über 100 Meter und wurde dort mit 10,21 s Achter.
Ähnlich erfolgreich wie im Vorjahr verlief seine Hallensaison 2014. So konnte er zum Beispiel seine 60-Meter-Bestleistung bei einem Meeting in Birmingham um eine Hundertstelsekunde auf 6,47 s verbessern. Die Teilnahme an den Hallenweltmeisterschaften in Sopot musste er wegen einer Oberschenkelverletzung absagen.
Sein erster internationaler Titelgewinn gelang Dasaolu am 13. August 2014 über 100 Meter bei den Europameisterschaften 2014 in Zürich mit einer Zeit von 10,06 s. Bei Europameisterschaften 2016 in Amsterdam gewann er mit der britischen Staffel die Goldmedaille.

## Persönliche Bestzeiten
- 60 m (Halle): 6,47 s, 15. Februar 2014, Birmingham
- 100 m: 9,91 s, 13. Juli 2013, Birmingham

## Familie
James Dasaolu ist der Schwager des Bobfahrer und Sprinters Joel Fearon.